# 超级异形战机
《超级异形战机》是一款由Irem公司于1991年制作和发行的橫向捲軸射擊遊戲。游戏于1991年7月13日在日本地区超级任天堂发行。于1991年9月1日在北美地区发行。
《超级异形战机》从《异形战机II》中引入四个关卡，此外又新增了三个。本游戏以高难度著称，部分原因是游戏没有中断点。当玩家失去一条生命后，必须从头开始。